# Езюс-Эйк

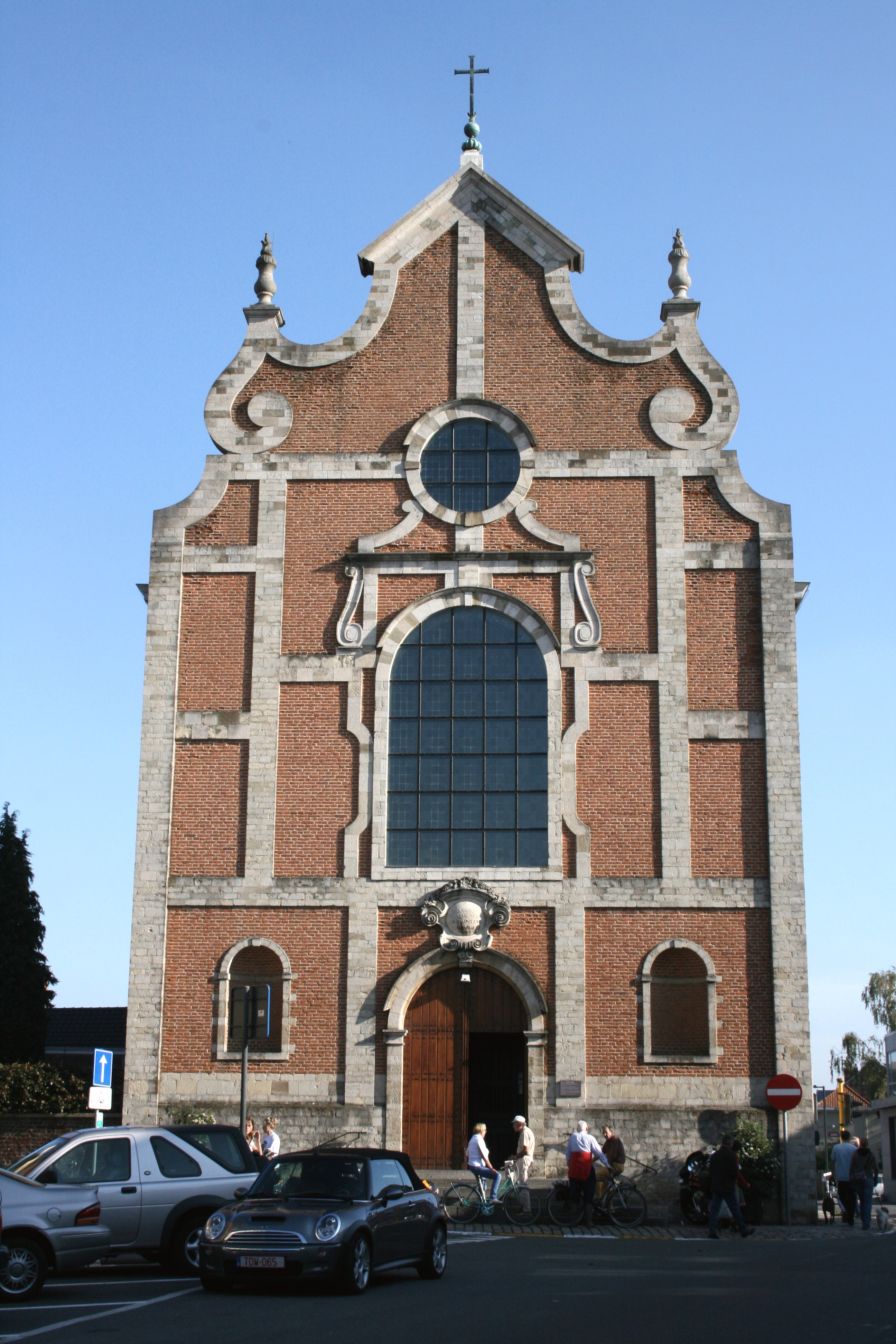
Езус-Эйк. Нотр-Дам-о-Буа

Езус-Эйк (также Нотр-Дам-о-Буа; нидерл. Jezus-Eik; фр. Notre-Dame-au-Bois) — небольшой посёлок в коммуне Оверейсе, Фламандский Брабант, Бельгия. Известен с XVII века, когда 1650 г. на хуторе посреди леса Суанье был возведён Собор Лесной Богоматери, до сих пор являющийся основной достопримечательностью коммуны.

## История
В буквальном переводе с нидерландского языка, носители которого преобладали в деревне до начала процесса субурбанизации Брюсселя в XIX веке, название Езус-Эйк переводится как Дуб Иисуса, перевод французского названия означает Лесная Богоматерь.

## Современность
Во время административной реогранизации языковой границы в 1963 году большая часть деревни номинально была передана нидерландоязычному Оверейсе, но небольшой участок был присоединён к двуязычной коммуне Одергем, Брюссельского столичного округа. К тому времени в деревне преобладали франкофоны, а ныне составляют порядка 85 % её населения (в целом по коммуне около 30 %). В настоящее время посёлок, фактически превратившийся в спальный пригород брюссельской периферии, с одной стороны ограничивает автострада E411 Брюссель-Намюр-Мец, а с другой — Суаньский лес.
В прошлом Езус-Эйк был важным местом христианского паломничества. Сегодня деревня поддерживает свою репутацию главным образом как центр франко-бельгийской гастрономии благодаря наличию большого количества ресторанов. Здесь же изготавливают сыр, а неподалёку выращивают виноград.